# エイミー・グラント
エイミー・グラント（Amy Grant、1960年11月25日 - ）は、アメリカ合衆国の歌手。

## プロフィール

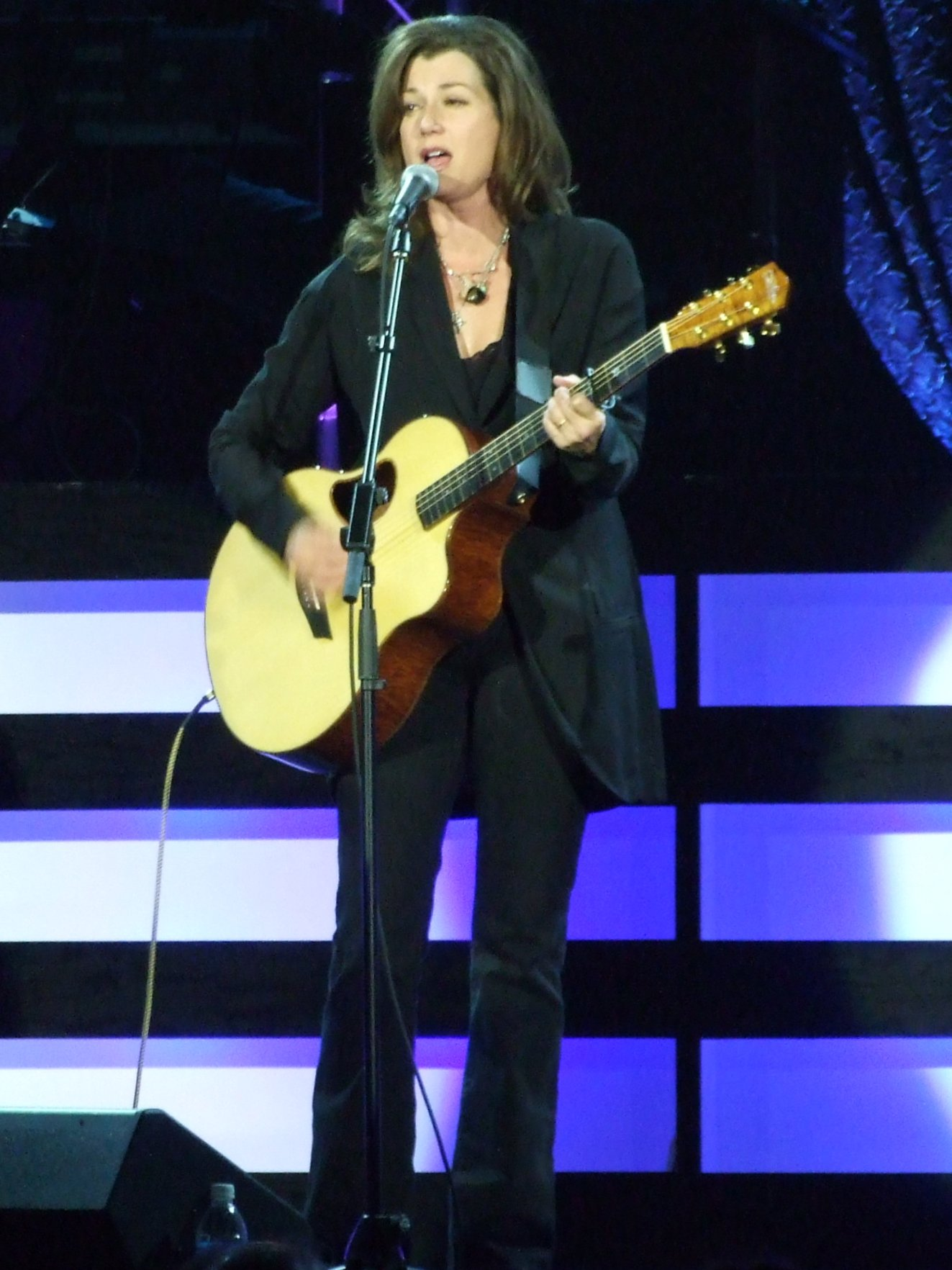
エイミー・グラント（2008年）

1960年生まれ、全米でトップ・クラスのクリスチャン・ポップ・シンガーとして知られる。16歳でレコード会社と契約し、17歳のときにファースト・アルバムをリリースする。1982年に発表のアルバム『Age to Age』では、クリスチャン・ミュージックとしては異例の100万枚のセールスを記録し、翌年のグラミー賞最優秀コンテンポラリー・アルバムに選ばれる。ずっとクリスチャン・ミュージックとよばれるジャンルを専門に歌ってきたが、1986年に元シカゴのピーター・セテラとのデュエット曲である「The Next Time I Fall」が全米1位を記録し、この大ヒットを機に一般にも広く知られるようになる。
1991年に発表のアルバム『ハート・イン・モーション』からシングルカットされた「Baby Baby」は2週連続全米1位を記録。他にも「Every Heartbeat」が全米2位。「That‘s What Love Is For」が全米7位。「Good For Me」が全米8位。「l Will Remember You」が全米20位と立て続けにヒットを連発した。

## 代表的なシングル曲
- "The Next Time I Fall" (1986年) - 全米最高1位（ピーター・セテラとのデュエット）
- "Baby Baby" (1991年) - 全米最高1位
- その他シングル曲一覧

## ディスコグラフィ

### スタジオ・アルバム
- Amy Grant (1977年)
- My Father's Eyes (1979年)
- Never Alone (1980年)
- Age to Age (1982年)
- 『クリスマス・アルバム』 - A Christmas Album (1983年)
- Straight Ahead (1984年)
- 『初めての誘惑』 - Unguarded (1985年)
- 『アニマルズ・クリスマス』 - The Animals' Christmas (1986年) ※with アート・ガーファンクル
- 『自由の歌』 - Lead Me On (1988年)
- 『ハート・イン・モーション』 - Heart in Motion (1991年)
- 『ホーム・フォー・クリスマス』 - Home for Christmas (1992年)
- 『ハウス・オブ・ラヴ』 - House of Love (1994年)
- 『ビハインド・ザ・アイズ』 - Behind the Eyes (1997年)
- A Christmas to Remember (1999年)
- 『レガシー』 - Legacy... Hymns and Faith (2002年)
- Simple Things (2003年)
- Rock of Ages... Hymns and Faith (2005年)
- Somewhere Down the Road (2010年)
- How Mercy Looks from Here (2013年)
- Tennessee Christmas (2016年)